# Ages (Band)
Ages (zuvor A.G.Trio) ist eine österreichische Electro-House-Band.

## Geschichte
A.G.Trio wurde 2004 während einer gemeinsamen Tour der Gründungsmitglieder Roland von der Aist, Andy Korg und Aka Tell in Novi Sad, Serbien gegründet. A.G.Trio ist bekannt für seine exzessiven Liveauftritte und Remixes von Künstlern wie Parov Stelar. Nach vielen Singles, EPs und Remixes hat A.G.Trio 2012 ein Doppel-Album mit dem Namen Action veröffentlicht, welches Eigenproduktionen sowie Remixes enthält. Nach mehreren Touren mit ihrem Debütalbum hat die Band eine Kompilation mit dem Namen Reaction veröffentlicht, welche Remixes der vergangenen zwei Jahre enthält. In einem Interview mit dem Magazin The Gap im April 2014 bestätigte die Band, dass sie an ihrem zweiten Album arbeitet.
Im Dezember 2014 hat die Band ein neues Projekt namens Ages gestartet und im November 2015 das Album Roots veröffentlicht.

## Diskografie

### Album
- 2012: Action (2CD, Etage Noir Special)
- 2015: Roots (CD/LP, Etage Noir Special)

### Kompilationen
- 2014: Reaction (CD, Etage Noir Special)

### Singles und EPs
- 2009: Zombies In The Disco (Digital, Etage Noir Special)
- 2009: Electro Messiah (Digital)
- 2009: Things You Wanna Play (Digital, Freaks Like Us! Entertainment)
- 2009: Replay (Digital, Freaks Like Us! Entertainment)
- 2010: Dancen (Digital, Etage Noir Special)
- 2010: Bass Effect (Digital, Etage Noir Special)
- 2010: Planet Disco (Digital, Etage Noir Special)
- 2011: Everyone with Us (Digital, Etage Noir Special)
- 2012: Everyone with Us (Remixes) (Digital, Etage Noir Special)
- 2012: Countably Infinite feat. M. Zahradnicek (Digital, Etage Noir Special)
- 2012: Moldance (Digital, Etage Noir Special)
- 2012: Give a Damn (Digital, Etage Noir Special)
- 2013: Duckstep (Digital, Etage Noir Special)
- 2013: Slice & Stitch EP (Digital, Etage Noir Special)

### Remixes
- 2008: Hot Pants Road Club – Especially Tonight (FM Music)
- 2009: Johnny Mitchell – Errare (Freaks Like Us! Entertainment)
- 2009: Näd Mika – UFO (Drunkn Punx Rec.)
- 2010: Eriq Johnson – Boy Who Is a Girl (Dandy Kids Records)
- 2010: Egotronic – Was Solls (Audiolith Records)
- 2010: Bilderbuch – Bitte, Herr Märtyrer (Schoenwetter Schallplatten)
- 2010: ULTRNX – Rockstr (Audiolith Records)
- 2010: Just Banks – Blockparty (Proper Nightlife)
- 2011: Bunny Lake – Army of Lovers (Universal Music Group)
- 2011: Ira Atari – Don’t Wanna Miss You (Audiolith Records)
- 2011: Dead C∆T Bounce & You Killing Me – Justice! (Mähtrasher)
- 2011: The Sexinvaders – LA Love (Riot Riot)
- 2012: Gorillas On Drums – We Are God (Dreieck)
- 2012: Pola-Riot – Brazza (Etage Noir Special)
- 2012: Orchestra Psychodelia – Cybertown (Etage Noir Special)
- 2012: Tits & Clits – Daedalus (Gigabeat)
- 2012: Parov Stelar – Nobody’s Fool (Etage Noir Recordings)
- 2012: Cosmic Sand – Sombra (Jet Set Trash Records)
- 2012: Hypomaniacs – There’s No Way Back (Jet Set Trash Records)
- 2013: The Sexinvaders – Empire (Pink Pong Records)
- 2013: Russkaja – Energia (Napalm Records)
- 2013: Beef Theatre – Beef Is Back (Techno Changed My Life)
- 2013: Allen Alexis – Who Cares (Lamb Lane Records)

## Musikvideos
| Titel                                   | Jahr | Direktor/en                   |
| --------------------------------------- | ---- | ----------------------------- |
| Dancen                                  | 2010 | A.G.Trio                      |
| Planet Disco                            | 2010 | Luzi Katamay, Christian Dietl |
| Everyone with Us                        | 2011 | A.G.Trio                      |
| Countably Infinite feat. M. Zahradnicek | 2012 | Luzi Katamay                  |

## Charts
A.G.Trios Countably Infinite feat. M. Zahradnicek stieg über die Radiostation FM4 am 12. Mai 2012 in die Charts ein. Weitere sieben Wochen hielt sich der Hit in den Charts und erreichte Platz 13 in den FM4 Jahrescharts, welcher die höchste Platzierung einer österreichischen Gruppe oder Musikers war.
Countably Infinite stieg ebenfalls am 25. Mai 2012 in die deutschen Club Charts ein. Dieser hielt sich fünf Wochen in den Charts. Beste Platzierung war Platz sieben.
A.G.Trios Singles Dancen, Planet Disco und Countably Infinite, sowie ihr Album Action erreichten Platz eins in den Genre Charts auf iTunes in Österreich.
Die Singles Replay und Things You Wanna Play erreichten Top-Platzierungen in den Dance Charts von Kanada und den USA.

## Auszeichnungen
Im Jahr 2010 wurde A.G.Trio zu „Soundpark Band of the Year“ von den Zuhörern der Radiostation FM4 gewählt.
2012 war A.G.Trio in den Kategorien „Electronic/Dance“ und „FM4 Award“ beim Amadeus Austrian Music Award nominiert.